# Library Journal
Library Journal ist eine Fachzeitschrift für Bibliothekare. Es wurde 1876 von Melvil Dewey gegründet. Es informiert über Neuigkeiten aus der Bibliothekswelt (Schwerpunkt öffentliche Bibliotheken) und enthält Sonderartikel zu Aspekten der Berufspraxis. 
Es enthält auch Tests oder Beurteilungen bibliotheksbezogener Materialien und Geräte. 
Seit 2008 bewertet das Journal jedes Jahr öffentliche Bibliotheken und vergibt Sterne (Star Libraries-Program).
Mit einer Auflage von über 100.000 ist das Library Journal die auflagenstärkste Bibliotheks-Zeitschrift der Welt. [1]